# 馬里恩鎮區 (堪薩斯州尼馬哈縣)
馬里恩鎮區（英語：Marion Township）為美國堪薩斯州尼馬哈縣轄下的鎮區。2010年美国人口普查中此鎮區人口有392人。

## 地理
馬里恩鎮區涵蓋總面積為94平方（36.2平方英里），其中陸地面積為93.7平方（36.16平方英里），水域面積為0.10平方（0.04平方英里）或0.11%。海拔高度400（1,300英尺）。

## 人口統計
根據2010年美國人口普查，馬里恩鎮區人口有392人，其中男性有209人，女性有183人，人口密度為每平方公里4.18人，住房計159戶。鎮區內的白人有389人，非裔美國人有0人，美洲原住民有0人，亞裔美國人有0人，太平洋島裔美國人有0人，其他種族有0人，混血種族則有3人。此外鎮區內有2人為西班牙裔或拉丁裔美國人。此鎮區之年齡中位數為40.9歲，而男性年齡中位數為38.5歲，女性年齡中位數為43.5歲。

## 交通

### 主要公路
- 36號美國國道
- 187號堪薩斯州州道